# Lookout Mountain
|  | Per a altres significats, vegeu «Lookout Mountain (Tennessee)». |

Lookout Mountain és una població al comtat de Walker a l'estat de Geòrgia (Estats Units). Segons el cens del 2000 tenia 1.617 habitants.

## Demografia
Segons el cens del 2000 Lookout Mountain tenia 1.617 habitants, 618 habitatges, i 441 famílies. La densitat de població era de 234,7 habitants/km².
Dels 618 habitatges en un 36,4% hi vivien nens de menys de 18 anys, en un 65,5% hi vivien parelles casades, en un 4,5% dones solteres, i en un 28,6% no eren unitats familiars. En el 24,8% dels habitatges hi vivien persones soles l'11,8% de les quals corresponia a persones de 65 anys o més que vivien soles. El nombre mitjà de persones vivint en cada habitatge era de 2,62 i el nombre mitjà de persones que vivien en cada família era de 3,16.
Per edats la població es repartia de la següent manera: un 29,8% tenia menys de 18 anys, un 5,3% entre 18 i 24, un 27,7% entre 25 i 44, un 21,8% de 45 a 60 i un 15,4% 65 anys o més.
L'edat mediana era de 37 anys. Per cada 100 dones de 18 o més anys hi havia 88,5 homes.
La renda mediana per habitatge era de 62.045 $ i la renda mediana per família de 76.580 $. Els homes tenien una renda mediana de 52.071 $ mentre que les dones 30.962 $. La renda per capita de la població era de 31.227 $. Entorn del 3,5% de les famílies i el 5,6% de la població estaven per davall del llindar de pobresa.

## Poblacions properes
El següent diagrama mostra les poblacions més properes.